# Suyrurahu
De Suyrurahu is een berg in Peru. De berg heeft een hoogte van 5439 meter.
De Suyrurahu is onderdeel van de Cordillera Huayhuash, dat weer deel uitmaakt van het Andesgebergte.